# Карло Райнальді
Карло Райнальді (італ. Carlo Rainaldi; 4 травня 1611, Рим — 8 лютого 1691, Рим) — італійський архітектор, один з митців, які зробили найбільший внесок у формування образу Риму доби бароко.

## Біографія

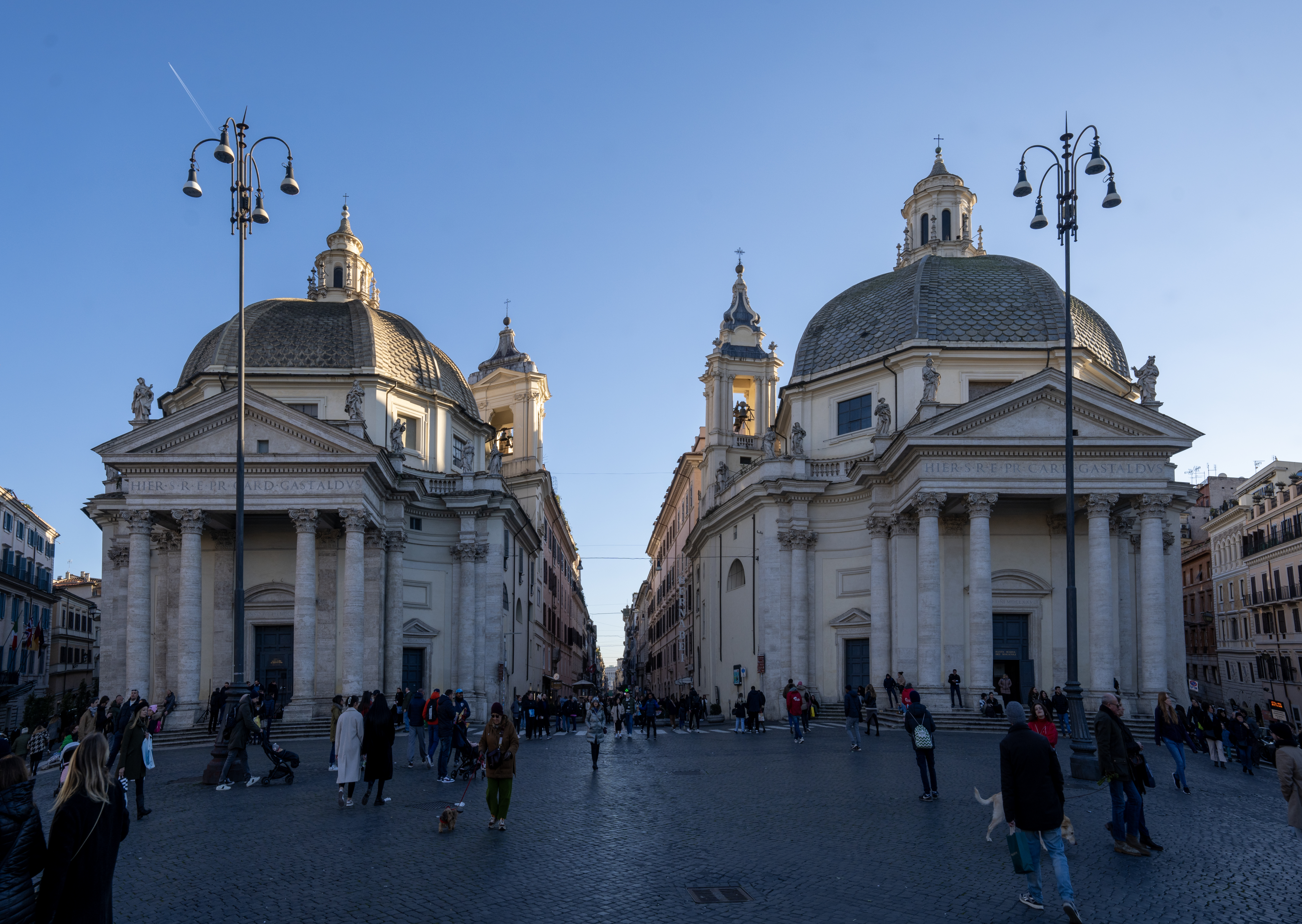
Парні церкви (Санта-Марія-дей-Міраколі і Санта-Марія-ін-Монтесанто) на П'яцца дель Пополо нагадують пропілеї.

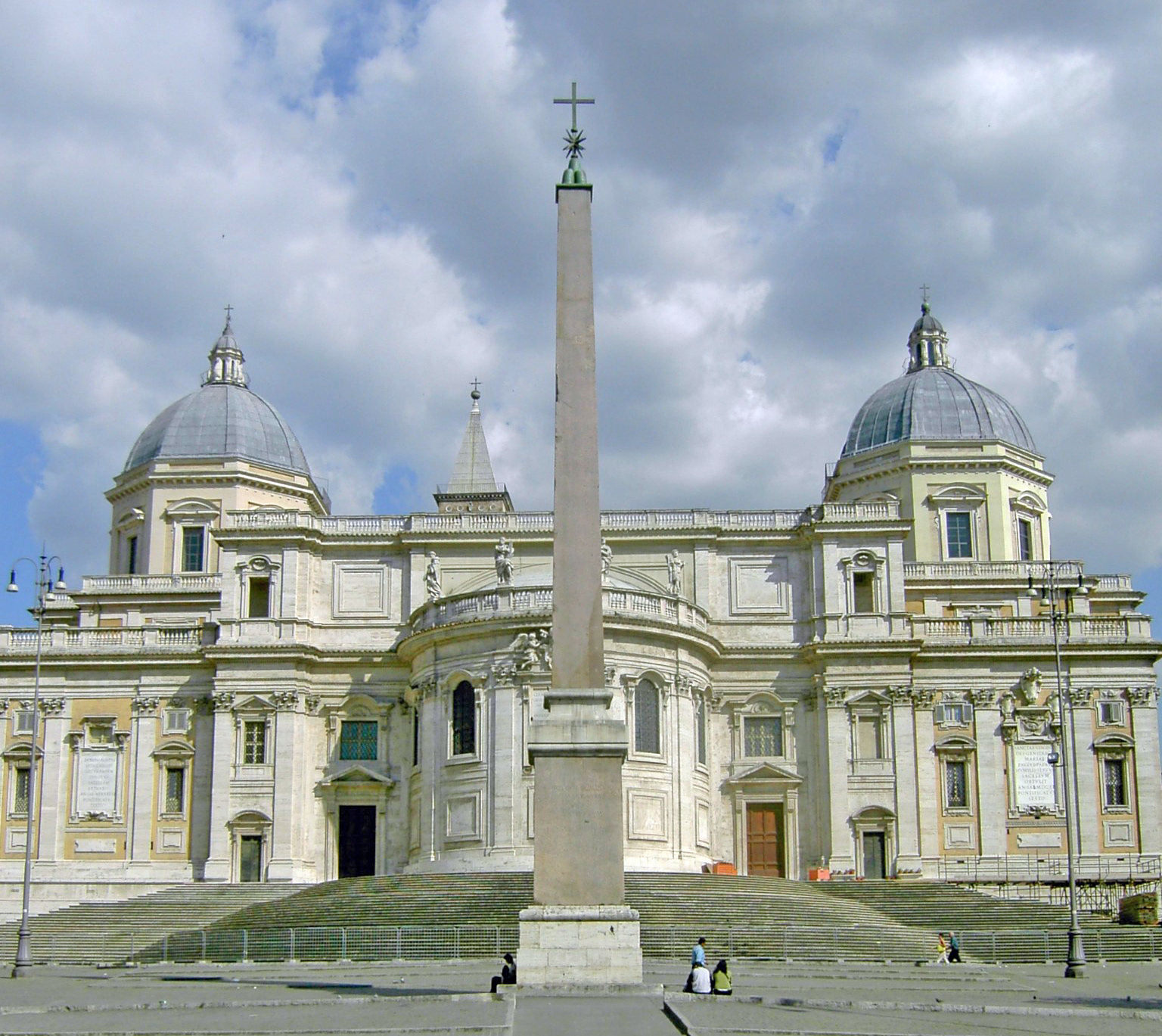
Абсида, сходи церкви Санта-Марія-Маджоре, Рим

Карло Райнальді Народився в Римі. Спочатку він працював зі своїм батьком, Джироламо Райналді, пізнім архітектором-маньєристом у Римі. До смерті батька в 1655 році, Карло працював під його керівництвом в традиціях північноіталійського маньєризму (зокрема, над фасадом Сант-Аньєзе-ін-Аґоне). Власна манера молодшого Райнальді, що склалася в 1660-і рр., відзначена тягою до театральної монументальності.
Серед творів Райнальді в «північній» манері найвизначнішою є церква Санта-Марія-ін-Кампітеллі (1663–67), багатоярусне використання колон у якої створює у глядача відчуття піднесення вгору. У 1661–65 рр. працював над фасадом Сант-Андреа-делла-Валле. Одночасно спроектував парні церкви на П'яцца-дель-Пополо. Крім своєї роботи в якості архітектора з каменю, Райналді також розробляв декорації для релігійних ритуалів і подій. У 1665 році він спроектував катафалк на честь смерті Філіпа IV Іспанського.
Наприкінці життя Райнальді будував східний фасад базиліки Санта-Марія-Маджоре, покликаний органічно об'єднати давню абсидну частину з каплицями, прибудованими Сикстом V і Павлом V. Він також був композитором.
Рейнальді помер у Римі.